# Propellernebel
Der Propellernebel (Simeis 57) ist Teil einer ausgedehnten und reichhaltigen HII-Region im Sternbild Cygnus, die als Cygnus X-Komplex bekannt ist.
Er wurde erstmals in den frühen 1950er Jahren von Astronomen des Astrophysikalischen Observatoriums auf der Krim in Simeis, Ukraine, als 57. Objekt in einem Katalog mit 306 HII-Regionen katalogisiert. Der Propellernebel wird oft fälschlicherweise als DWB 111 bezeichnet, aber DWB 111 kennzeichnet nur den südlichen (unteren) Arm, während der nördliche Arm DWB 119 ist. Der DWB-Katalog wurde 1969 von H. R. Dickel, H. Wendker und J. H. Bieritz entwickelt, die im Rahmen ihrer Studie der Hα-Emissionsnebel in der Himmelsregion Cygnus X 193 verschiedene Objekte katalogisierten.
Der Propellernebel ist wahrscheinlich etwa 5000 Lichtjahre von der Erde entfernt.